# 9К96 «Редут»
9К96 «Редут» (також «Полімент-Редут») — російський зенітний ракетний комплекс морського базування, що використовує установки вертикального пуску і різні типи ракет (по дальності) та призначений для надводних кораблів типів есмінець, фрегат, корвет. Встановлюється на кораблях ВМФ Росії початку XXI століття. Призначений для виявлення та ураження повітряних, (після доопрацювань і) надводних цілей у широкому діапазоні дальностей.

## Історія
У 1990-х роках Центральне конструкторське бюро «Алмаз» розпочало роботу над новою системою ППО ЗРК С-400 «Тріумф», який призначався для заміни у військах ППО різних модифікацій ЗРК С-300. Новий комплекс мав використовувати всі модифікації ракет, що застосовувалися в С-300, а також ракети 9М96 та 9М96М, спеціально створені для нового комплексу МКБ «Факел». Нові ракети мали наступні особливості:
- бойова частина з керованим полем ураження;
- режим надманевреності;
- активне радіолокаційне самонаведення на кінцевій ділянці польоту.

На базі 9М96 було створено новий наземний комплекс ППО С-350 «Витязь», а на основі останнього — корабельний ЗРК «Полімент-Редут» (в назву ЗРК додали шифр поєднуваної РЛС) з тими ж типами ракет.
Інформація про новий ЗРК вперше з'явилася після закладки в 1997 сторожового корабля «Новик» проєкту 12441. У носовій частині надбудови перед ходовим містком передбачалося встановити 4 модулі установки вертикального пуску по 8 ракет у кожній. Проте прийняття на озброєння комплексу С-400 затяглося до 2007 року, «Новик» залишився без системи ППО і не був добудований (передбачалося перебудувати у навчальний корабель до 2015 року, а згодом у 2016 було прийнято відправити на утилізацію).
ЗРК «Редут» планувалося також встановлювати на нові корвети проєкту 20380, проте через неготовність ракети головний корабель «Стерегущій» увійшов до строю з ракетно-артилерійським комплексом «Кортик», а ЗРК «Редут» встановлюється на наступних кораблях серії (проєкт 20380, 20385). Першим виріб 9К96 отримав корвет «Собразітельний» — перший серійний корабель проєкту 20380. Цей же ЗРК з великою кількістю модулів УВП встановлюється на нових фрегатах проекту 22350.
8 лютого 2019 року головнокомандувач Військово-морським флотом Росії адмірал Володимир Корольов заявив про завершення державних випробувань зенітного ракетного комплексу «Полімент-Редут». Прийняття ЗРК на озброєння заплановане було на першу половину 2019 року.
Ведуться роботи з розширення можливостей виконання уражень по надводним, а в перспективі і по наземним цілям.

## Конструкція
До складу ЗРК входить РЛС «Полімент» з 4 фазованими решітками. Максимальна кількість цілей, що одночасно обстрілюються — 16 (по 4 на кожну ФАР).
Ракети розміщуються в установках вертикального пуску, що складаються з модулів по 4 або 8 комірок кожен. У комірці розташовується один транспортно-пусковий контейнер з ракетою великої або середньої дальності 9М96Е, 9М96Е2(-1), або 4 ракети меншого діаметра малої дальності 9М100.
При пуску ракети використовується «холодний» старт: зарядом стисненого повітря ракета викидається з вертикально розташованого транспортно-пускового контейнера на висоту 30 м, розгортаючись у бік цілі за допомогою газодинамічної системи. Завдяки цьому значно скорочується мінімальна дальність перехоплення. Газодинамічна система також забезпечує ракеті режим надманевреності і здатна за 0,025 с збільшити перевантаження ракети на 20 g.
Для ракет 9М96Е, 9М96Е2 на маршевій ділянці траєкторії використовується інерційно-командне наведення, на кінцевій ділянці — активне радіолокаційне самонаведення. Ракета 9М100 малої дальності оснащена інфрачервоною головкою самонаведення. Захоплення цілі здійснюється одразу після запуску ракети.
За даними натурних випробувань та комп'ютерного моделювання, ракети 9М96Е і 9М96Е2 з ймовірністю 70 % забезпечують пряме попадання в головну частину тактичної ракети, в решті 30 % випадків відхилення не перевищує кількох метрів. Імовірність попадання в літак складає 80 %, у вертоліт — 90 %.
Бойова частина масою 24 кг шляхом багатоточкового ініціювання має кероване поле ураження.

## Тактико-технічні характеристики (для ракет в експортному виконанні)
Для порівняння наведено характеристики ракети 48Н6Е ЗРК «Форт» (С-300)
| Характеристика                     | проєкт 1997 г. | 48Н6Е | 9М96Е2 | 9M96E2-1 | 9М96Е | 9М100 | 9М100E |
| ---------------------------------- | -------------- | ----- | ------ | -------- | ----- | ----- | ------ |
| Кількість ракет в комірці УВП      | 1              |       | 1      | 1        | 1     | 4     |        |
| Кількість ступінів                 | 1              | 1     | 1      | 1        | 1     | 1     |        |
| Двигун                             | РДТТ           | РДТТ  | РДТТ   | РДТТ     | РДТТ  | РДТТ  | РДТТ   |
| Максимальна дальність стрільби, км | 70             | 150   | 120    | 150      | 50    | 10    | 15     |
| Мінімальна дальність стрільби, км  |                | 5     | 1      | 2,5      | 1     |       | 0,5    |
| Максимальна висота цілі, км        |                | 27    | 30     | 30       | 20    |       | 8      |
| Мінімальна висота цілі, м          |                | 10    | 5      | 5        | 5     |       | 5      |
| Маса ракети, кг                    |                | 1800  | 420    | 598      | 330   |       | 140    |
| Маса бойової частини, кг           |                | 145   | 24     | 24       | 24    |       | 14,5   |
| Довжина ракети, м                  |                | 7,50  | 5.35   | 5,6      | 4,75  | 2,50  | 3,17   |
| Діаметр корпуса, мм                |                | 519   | 240    | 240      | 240   | 125   | 200    |
| Розмах крил, мм                    |                | 1134  |        |          | 480   |       | 536    |
| Швидкість ракети, м/c              |                | 3000  | 2100   |          | 900   |       |        |
| Максимальна швидкість цілі, м/с    |                | 2800  | 4800   | 4800     | 1000  |       | 1000   |

## Носії
- Корвети проєкту 20380 (20385) типу Стерегущій
- Фрегати проєкта 22350 типу Адмірал Горшков

## Експлуатація
- За повідомленнями від 02.06.2014[6][7] та від 19.09.2014[8], під час виходів у море екіпаж корвету «Собразітельний» проєкту 20380 Балтійського флоту виконував завдання щодо відбиття ракетного удару умовного супротивника. В якості мішені обидва рази використовувалася крилата ракета, запущена з ракетного катера «Р-257» (проєкту 12411-Т «Молнія»). Стрілянину по мішені екіпаж корвета виконував із ЗРК морського базування «Редут». Запущена з корвета «Собразітельний» ракета обидва рази успішно вражала призначену ціль. Стрілянина обидва рази проводилася в умовах складної завадової обстановки із застосуванням умовним противником засобів РЕП.

- За повідомленням від 11.06.2014, на морському полігоні Балтійського флоту екіпаж корвету «Собразітельний» проєкту 20380 вперше провів тактичні навчання з ураженням надводної цілі зенітною ракетою. Стрілянина по морському щиту, що імітує корабель умовного супротивника, виконувалася з використанням ЗРК морського базування «Редут». Запущена з корвету ракета на заданій дистанції успішно вразила призначену морську ціль. Стрілянина проводилася в умовах складної завадової обстановки із застосуванням умовним противником засобів РЕП[9].

- За повідомленням від 25.08.2016, у ході тактичних навчань корвет «Собразітельний», використовуючи зенітний ракетний комплекс «Редут», знищив ціль, що імітувала протикорабельну ракету. Про це повідомив прес-реліз Західного військового округу РФ. Ракета-мішень була запущена з малого ракетного корабля «Гейзер». Як наголошується в повідомленні, стрільби проводилися в складній завадній обстановці з використанням умовним противником засобів радіоелектронної боротьби[10].